# 羅傑威廉姆斯大學
羅傑威廉姆斯大學（英語：Roger Williams University）是一所位于美国羅德島州布里斯托爾的私立大学，歷史可追溯至1919年，但直到1956年才得到州政府認可成為兩年制專科學校，1969年搬至現址，1992年改現名，成為大學。該大學的名稱是為了紀念17世紀英格蘭神學家羅傑·威廉姆斯，2015年《美國新聞與世界報道》將其列在“北部地區大學”排名中的第41位。

## 外部連結

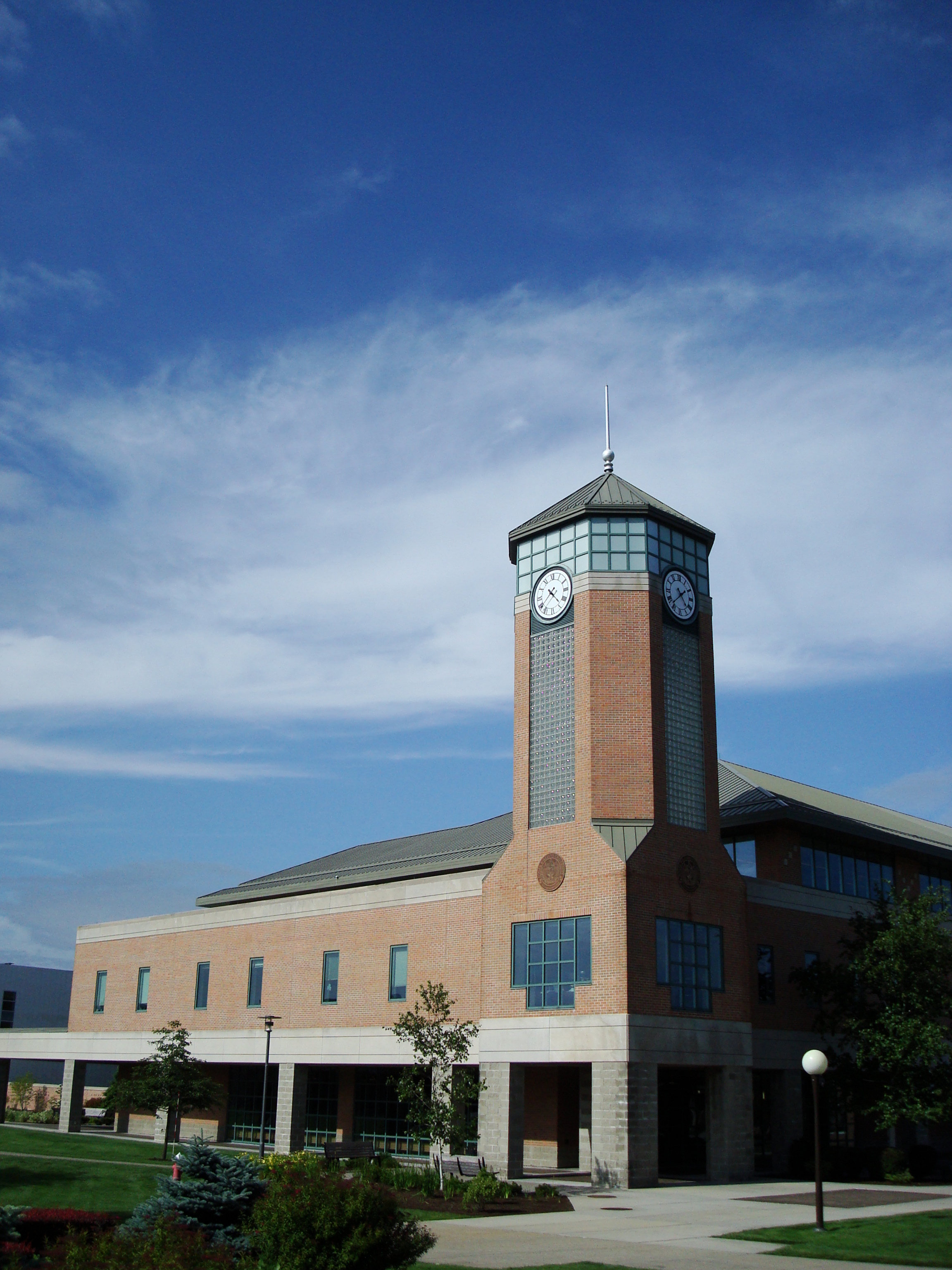
大學圖書館的鐘樓

- Roger Williams University official website （页面存档备份，存于）
- Roger Williams University official athletics website （页面存档备份，存于）